# Kuczynowszczyzna
Kuczynowszczyzna (biał. Кучынаўшчына, Kuczynauszczyna; ros. Кучиновщина, Kuczinowszczina) – wieś na Białorusi, w obwodzie mińskim, w rejonie nieświeskim, w sielsowiecie Siejłowicze.

## Historia
W dwudziestoleciu międzywojennym leżała w Polsce, w województwie nowogródzkim, w powiecie nieświeskim, w gminie Howiezna. W 1921 miejscowość liczyła 84 mieszkańców, zamieszkałych w 14 budynkach, wyłącznie Białorusinów. 82 mieszkańców było wyznania prawosławnego i 2 rzymskokatolickiego.
Po II wojnie światowej w granicach Związku Sowieckiego. Od 1991 w niepodległej Białorusi.